# Лэутарий
«Лэутарий» («Лаутары») — Национальный оркестр народной музыки Молдавской государственной филармонии, созданный в 1970 году на базе народного ансамбля «Мугурел», который был организован в 1961 году. Название происходит от имени традиционных молдавских певцов лэутаров.
Художественный руководитель ансамбля — Николай Ботгрос. Сформирован из музыкантов, играющих на нае, флуере, цимбалах, скрипке, виолончели, контрабасе, барабане и других народных музыкальных инструментах, а также певцов народной музыки, среди которых выделяются исполнители Николай Сулак, Зинаида Жуля, Николае Чиботару, Лидия Беженару. В репертуаре ансамбля присутствуют молдавские народные музыкальные мелодии и песни, песни молдавских композиторов. Ансамбль «Лэутарий» выступал во многих городах СССР и за рубежом — в Румынии, Франции, Болгарии, США, Германии, Испании и других странах. Ансамбль получил множество медалей и дипломов.

## Награды и премии
- премия Ленинского комсомола (1983) — за высокое исполнительское мастерство и пропаганду народного искусства среди молодёжи